# Graz Giants 1984
Questa voce raccoglie le informazioni riguardanti i Graz Giants nelle competizioni ufficiali della stagione 1984.
I dati sono noti in modo frammentario.

## Austrian Football League 1984

### Stagione regolare
| 1984 | Innsbruck Eagles | p – v | Graz Giants |  |

| 1984 | Graz Giants | v – p | Innsbruck Eagles |  |

| 1984 | Graz Giants | v – p | Montfort Hawks |  |

| 1984 | Graz Giants | p – v | Salzburg Lions |  |

| 1984 | Graz Giants | 56 – 3 | Vienna Ramblocks |  |

| 1984 | Montfort Hawks | p – v | Graz Giants |  |

| 1984 | Salzburg Lions | v – p | Graz Giants |  |

| 1984 | Vienna Ramblocks | 10 – 13 | Graz Giants |  |

### Playoff
| Graz 8 luglio 1984 Semifinale | Graz Giants | 46 – 20 | Vienna Ramblocks |  |

| Salisburgo 20 ottobre 1984 Austrian Bowl | Salzburg Lions | 27 – 10 | Graz Giants | Stadion Lehen |

## Statistiche di squadra
| Competizione      | %Vittorie | In casa | In casa | In casa | In casa | In casa | In casa | In trasferta | In trasferta | In trasferta | In trasferta | In trasferta | In trasferta | Totale | Totale | Totale | Totale | Totale | Totale |
| Competizione      | %Vittorie | G       | V       | N       | P       | Pf      | Ps      | G            | V            | N            | P            | Pf           | Ps           | G      | V      | N      | P      | Pf     | Ps     |
| ----------------- | --------- | ------- | ------- | ------- | ------- | ------- | ------- | ------------ | ------------ | ------------ | ------------ | ------------ | ------------ | ------ | ------ | ------ | ------ | ------ | ------ |
| Stagione regolare | .750      | 4       | 3       | 0       | 1       | 56+?    | 3+?     | 4            | 3            | 0            | 1            | 13+?         | 10+?         | 8      | 6      | 0      | 2      | 268    | 67     |
| Playoff           | .500      | 1       | 1       | 0       | 0       | 46      | 20      | 1            | 0            | 0            | 1            | 10           | 27           | 2      | 1      | 0      | 1      | 56     | 47     |
| Totale            | .700      | 5       | 4       | 0       | 1       | 102+?   | 12+?    | 5            | 3            | 0            | 2            | 23+?         | 37+?         | 10     | 7      | 0      | 3      | 324    | 114    |